# Daniel Júnior
Pour les articles homonymes, voir Júnior.
Daniel Júnior, né le 9 mai 2002 à Santo André, est un footballeur brésilien qui joue au poste de milieu offensif à l'EC Vitória, en prêt de Cruzeiro EC.

## Biographie

### Carrière en club
Né à Santo André au Brésil, Daniel Júnior est formé par le Cruzeiro Esporte Clube, où il commence sa carrière professionnelle,. Il joue son premier match avec l'équipe première du club le 5 février 2022, prenant part au Campeonato Mineiro,.
Lors de la saison 2022, son équipe remporte le championnat brésilien de deuxième division, et est ainsi promue en première division,.

## Palmarès
Cruzeiro EC
- Championnat du Brésil D2
  - Champion en 2022